# Bobby Robins
Bobby Robins (født 17. oktober 1981 i Peshtigo, Wisconsin) er en amerikansk ishockeyspiller, der i øjeblikket spiller for Rødovre Mighty Bulls i den danske Superisliga.
Robins spillede fire sæsoner hos University of Massachusetts Lowell før han underskrev en kontrakt med Ottawa Senators-franchiset. Han blev sendt til klubbens farmerhold i AHL, Binghampton Senators, og spillede her i to sæsoner inden han flyttede til ECHL og Elmira Jackals. Efterfølgende havde han korte ophold hos Rochester Americans, Albany River Rats og Syracuse Crunch, inden han i 2008 rykkede til britisk hockey med Belfast Giants. Før 2009/10-sæsonen skiftede han til dansk ishockey og Rødovre Mighty Bulls.